# Aphanoascus keratinophilus
Aphanoascus keratinophilus är en svampart som beskrevs av Punsola & Cano 1990. Aphanoascus keratinophilus ingår i släktet Aphanoascus och familjen Onygenaceae.   Inga underarter finns listade i Catalogue of Life.